# Kana-zōshi
Kana-zōshi (仮名草子?) es el nombre con que se designaba a la prosa compuesta entre 1600 y 1682, durante el principio del periodo Edo en Japón. El nombre se utilizaba para distinguir las obras populares, escritas con el silabario fonético japonés kana de las obras escritas mediante los ideogramas kanji, de origen chino.
Se trataba de obras de ficción y semificción, generalmente cortas y de temática variada. Al estar escritas en la popular escritura kana, los ciudadanos ordinarios podía leerlas con mayor facilidad que la mayoría de las obras de su tiempo, que contenían un gran número de los más difíciles caracteres chinos. También eran más simples en su estilo que aquellas que usaban la gramática y sintaxis influenciada por el idioma chino.
Como muchos géneros literarios japoneses, el kana-zoshi cubre un amplio espectro temático, que incluye topografías, historias y anécdotas sobre actores populares, críticas de las cortesanas, romances frívolos, libros prácticos de consejo o instrucción, colecciones de historias sobre diferentes localidades, cuentos picarescos y libros epistolares. El denominador común era que estaban escritos generalmente por y para los miembros de la clase comerciante, los chōnin, que hasta entonces no estaban representados en la literatura japonesa.